# Själsfränder

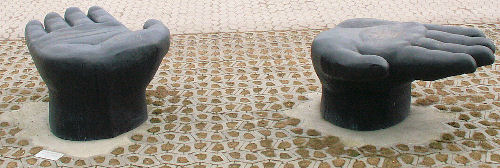
Själsfränder av Kerstin Ahlgren.

Själsfränder är en skulptur av Kerstin Ahlgren.
Står sedan 2003 vid kajpromenaden i Årstadalshamnen i stadsdelen Liljeholmen i Stockholm.